# Кроличий (остров)
Остров Кроличий — небольшой островок в бухте Нарва Амурского залива Японского моря. Расположен в 280 м от восточного побережья полуострова Янковского, близ села Безверхово. Административно относится к Хасанскому району Приморского края. На юго-восточном берегу острова установлен маяк Кроличий.
Длина острова около 400 м, ширина — до 100 м. Наибольшая высота — 24,5 м. Местами остров порос кустарником. Северный и западный берега острова пологие и окаймлены песчано-галечным пляжем, восточный и южный — скалистые.
Постоянное население на острове отсутствует, за исключением смотрителя маяка. Остров является конечной точкой популярного каякерского туристического маршрута.
Остров получил своё название благодаря тому, что в начале XX века хозяин острова Юлий Иванович Бринер разводил там кроликов, но, размножившись до нескольких десятков тысяч, они погибли от какой-то болезни, а название за островом осталось.